# HMS Fiji (58)
HMS Fiji var en lätt kryssare av Fiji-klass som byggdes för Royal Navy strax före andra världskriget. Hon färdigställdes i mitten av 1940 och var till en början placerad i Home Fleet och avdelades för att eskortera en styrka som skulle tvinga Franska Västafrika att ansluta sig till de fria fransmännen. Fartyget torpederades på vägen och det tog sex månader att reparera det. Fiji tilldelades sedan Styrka H där hon hjälpte till att eskortera konvojer till Malta. Fartyget överfördes till Medelhavsflottan i början av maj 1941. Efter att tyskarna invaderat Kreta några veckor senare sänktes hon av tyska flygplan den 22 maj efter att ha avfyrat all sin luftvärnsammunition.

## Beskrivning
Fiji hade ett deplacement på 8 670 ton vid standardlast och 10 896 ton vid fullast. Hon hade en total längd på 169,3 meter, en bredd på 18,9 meter och ett djupgående på 6 meter. Fartygen drevs av fyra växlade Parsonturbiner, som var och en drev en axel, med hjälp av ånga från fyra Admiralitets 3-trumspannor. Turbinerna hade en effekt på totalt 80 000 axelhästkrafter (60 000 kW) och de fartyget gav en maxhastighet på 32,25 knop (59,73 km/h). Fiji hade en metacentrisk höjd på 1 meter vid fullast. Fiji-klassen hade tillräckligt med bränsle för att ge dem en räckvidd på 6 520 nautiska mil (12 080 km) vid 13 knop (24 km/h). Fartygens besättning var 733 officerare och sjömän i fredstid och 900 under krig.

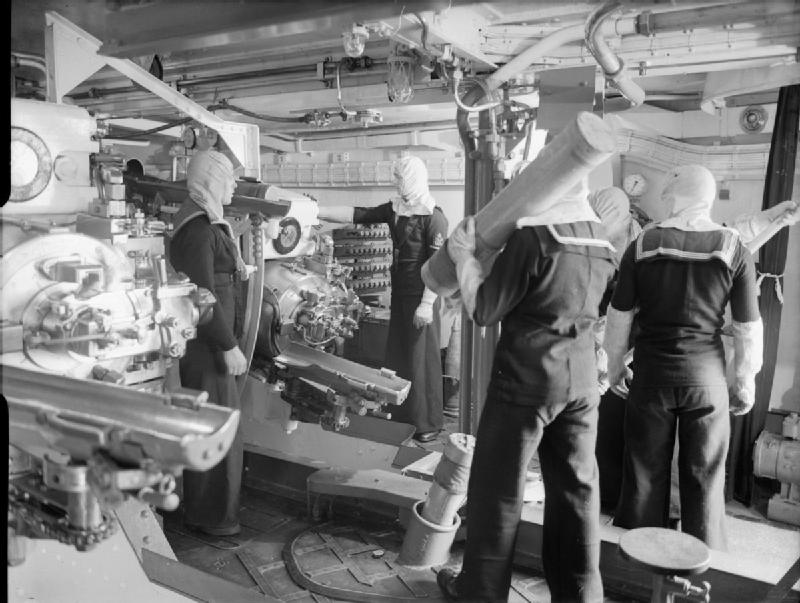
Insidan på en av Fiji-klassens Mark XXIII 15,2 cm torn.

Fiji-klassens huvudartilleri bestod av ett dussin BL 6-tums (15,2 cm) Mk XXIII-kanoner i fyra torn med tre kanoner vardera, varav ett par för och akter om överbyggnaden. Deras sekundära beväpning bestod av åtta 4-tums (10,2 cm) Mk XVI allmålskanoner i fyra dubbeltorn. Luftvärnet för kryssarna tillhandahölls av två fyrdubbla 2-pundiga (40 mm) luftvärnskanoner och två fyrdubbla fästen för Vickers 0,5 tum (12,7 mm) kulsprutor. Kryssarna hade också två trippelmonterade 53,3 cm torpedtuber, med en montering på vardera sida.
Fiji-klassen saknade ett fullständigt pansarbälte i vattenlinjen. Sidorna i deras pann- och maskinrum och magasin skyddades av ett pansar på 83-89 mm. Däcket över magasinen och vissa av maskinrummen var förstärkt med en tjocklek på 51-89 mm och huvudkanontornen hade endast splitterskydd med en tjocklek på 25-51 mm. De hade en flygplanskatapult och två Supermarine Sea Otter eller Walrus sjöflygplan.

## Konstruktion och tjänstgöring
Fiji, det enda fartyg i Royal Navy som var uppkallat efter kronkolonin Fiji, byggdes av John Brown & Company på deras varv i Clydebank den 30 mars 1938. Fartyget sjösattes den 31 maj 1939 och färdigställdes den 5 maj 1940. Hon var den första fartyget i Fiji-klassen som togs i tjänst (Royal Navy-klasser namngavs i allmänhet efter det första fartyget i en klass). Hon tilldelades till en början Home Fleet. Den 31 augusti 1940 seglade hon till den afrikanska Atlantkusten för att delta i Operation Menace, attacken mot Dakar, men innan hon kunde ansluta sig till styrkan skadades Fiji av en torped från den tyska ubåten U-32 den 1 september och var tvungen att återvända till Storbritannien för reparationer, som pågick under de följande sex månaderna. Torpeden träffade mitt framför det främre pannrummet och det mesta av kraften från detonationen gick upp genom den främre skorstenen, men pannrummet och en intilliggande avdelning översvämmades, vilket minskade hennes hastighet till 11 knop (20 km/h). Översvämningen gav henne en slagsida åt babord; för att motverka den kastades ammunitionen från de främre tornen överbord, även torpederna på babords sida kastades överbord. Medan hon låg för reparation utrustades hon med en Typ 284 eldledningsradar och ytterligare ett par fyrdubbla Vickers 12,7 mm kulsprutor lades till.
Hon återgick i tjänst i mars 1941 och fick i uppdrag att patrullera i Danmarksundet efter tyska ytstridsfartyg. Den 26-27 mars missade hon den hemvändande tunga kryssaren Admiral Scheer, och i början av april omplacerades hon till Styrka H vid Gibraltar för att blockera de tyska fartygen som då var stationerade vid Brest. Med Styrka H seglade hon in i Medelhavet för att stödja operationerna för att befria Malta i slutet av april. Den 5 maj lämnade Styrka H Gibraltar för att eskortera en tungt lastad konvoj på väg till Egypten (Operation Tiger); Styrka H eskorterade konvojen endast halvvägs genom Medelhavet innan Medelhavsflottan tog över.

### Slaget om Kreta

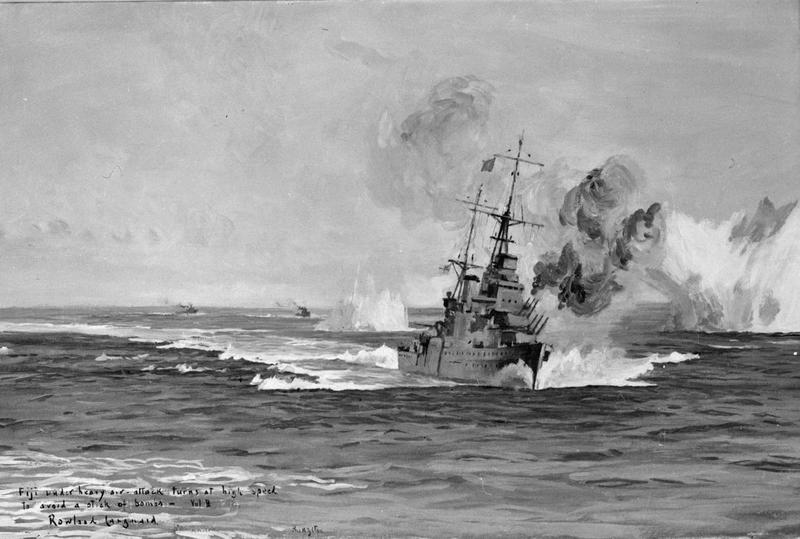
Fiji under ett flyganfall

Den brittiska underrättelsetjänsten räknade med att tyskarna skulle anfalla ön Kreta den 17 maj och amiral Andrew Cunningham, befälhavare för Medelhavsflottan, beordrade sina fartyg att gå till sjöss den 15 maj. Styrka B, Fiji och den lätta kryssaren Gloucester fick i uppdrag att patrullera väster om ön. Tyskarna började landsätta fallskärmsjägare den 20 maj när Styrka B var på väg att möta slagskeppen Warspite och Valiant och deras eskorter väster om Kreta. Fartygen träffades följande morgon och de tyska flygattackerna började några timmar senare, dock med liten effekt förutom att de bidrog till att använda upp fartygens luftvärnsammunition. På eftermiddagen beordrade Cunningham kryssarna att dela upp sig i sina ursprungliga grupper och söka efter eventuella truppkonvojer i Egeiska havet. Tyskarna upptäckte Styrka B strax efter gryningen den 22 maj när kryssarna seglade söderut för att återigen möta slagskeppen. Fiji träffades inte under dessa attacker, men skadades av nära missar som slog ut en av hennes avståndsmätare.
Styrka B träffade Styrka A1 (konteramiral H B Rawlings) och Styrka D (konteramiral Irvine Glennie) omkring 08:30 och den kombinerade styrkan fick order om att rapportera om sina nivåer av luftvärnsammunition. Av kryssarna hade Ajax 40 %, Orion 38 %, Fiji 30 %, Dido 25 % och Gloucester endast 18 %. Ajax, Orion och Dido beordrades att återvända till Alexandria med Glennie's Styrka D för att bunkra, men Gloucester och Fiji stannade kvar med Rawlings Styrka A1.
Klockan 12.25 fick Styrka A1, som var stationerad 32-48 km väster om Antikythera, en begäran från konteramiral Edward Leigh Stuart King om att stödja den skadade HMS Naiad och resten av hans Styrka C. Styrka A1 seglade österut i Kythera-kanalen och mötte Styrka C mellan 13.30 och 14.00. Som den mer erfarne amiralen tog King över befälet, och luftattacker tillfogade nu båda styrkorna skador. Klockan 14:02 respektive 14:07 avdelades Fiji och Gloucester för att ge luftvärnsunderstöd till jagarna Kandahar och Kingston. De två jagarna hade redan fått order om att rädda de överlevande från jagaren Greyhound, som hade sänkts kl. 13.50. Cunningham skrev efter slaget att King inte var medveten om bristen på luftvärnsammunition i Fiji och Gloucester. Klockan 14.13 utbytte King och Rawlings meddelanden om bristen på ammunition inom både Styrka C och Styrka A1, där Rawlings uttryckte oro över de order som gavs till Gloucester och Fiji. Efter detta meddelande utfärdade King en order om att återkalla både Gloucester och Fiji klockan 14.57.
Luftwaffe riktade sin uppmärksamhet mot de fyra fartyg som skickades till Greyhound och de var under flera timmar under nästan konstant attack. Vid 15:30, när Fiji försökte återförenas med Styrka A1, hade Fiji förbrukat sin förråd av 10,2 cm luftvärnsammunition och var reducerad till att skjuta övningsgranater. Hon närmade sig Gloucester klockan 15:50, precis när det fartyget träffades av fyra bomber och tre nära missar. Fiji satte livbåtar i sjön, men tvingades lämna området tillsammans med de två jagarna. Dessa fartyg kämpade vidare och sköt ner en angripare och skadade två andra allvarligt. Flygattackerna fortsatte trots det tunga molntäcket. 19:00 träffade ett Messerschmitt Bf 109 jaktbombplan kryssaren mittskepps med en bomb. De främre pann- och maskinrummen översvämmades och gav henne en kraftig slagsida. Trots denna skada kunde Fiji hålla en hastighet på 18 knop (33 km/h) tills en annan Bf 109 träffade henne med ytterligare en bomb som ökade hennes slagsida till 30 grader. Order om att överge fartyget beordrades på grund av den okontrollerbara översvämningen och hon kapsejsade runt 19:30. Hennes medföljande jagare kunde inte rädda ur besättningen förrän efter mörkrets inbrott, då nästan alla kunde hjälpas.
Sedan både Fiji och Gloucester förlorades i luftangrepp efter att deras luftvärnsammunition hade tagit slut fick alla brittiska kryssare instruktioner om att inte låta sina luftvärnsammunitionsreserver sjunka under 40 %.